# 日本鋳鍛鋼
日本鋳鍛鋼株式会社（にほんちゅうたんこう、英: Japan Casting & Forging Corp.）はかつて日本に存在した鋳鍛鋼メーカーである。
三菱グループが55%、日本製鉄グループが45%を出資し両グループに属した。略称は日鋳鍛あるいは英語表記の頭文字からJCFCまたはJCF。源流の一つが八幡製鐵であり、同社のマルエス（Ⓢ）に倣い丸にJ（Ⓙ）の刻印をしていたことから、マルジェイとも呼ばれていた。

## 概要
1970年4月1日に三菱製鋼長崎製鋼所の鋳鍛鋼製造設備、新日本製鐵八幡製鐵所工作本部の鋳鋼工場、1500トンプレス工場及び鋳鍛鋼製造技術を移管・統合する形で発足した（前日の1970年3月31日には八幡製鐵と富士製鐵が合併して新日本製鐵となっている）。
当社の設立経緯としては、三菱製鋼の鋳鍛鋼大型化(FCM, Forging & Casting Modernization)計画と通商産業省（通産省）の指導がある。この計画の前史としては、三菱製鋼が1960年代に三菱重工業の要請で木更津計画における二次加工部門の立地である君津に新たな鋳鍛鋼工場を設置するもので（三菱製鋼は八幡系の製鋼会社の一つであった）、当時の金額で61億円に及びかつ三菱製鋼単独では実行困難であることから断念したものである。しかし、三菱製鋼長崎製鋼所の設備が老朽化していることと、船舶や電力関係の鋳鍛鋼品の大型化傾向から、引き続き鋳鍛鋼品の近代化を狙いFCM計画として温めていた。これは三菱グループの出資の元で1万2千トンプレス（当時から2024年現在まで日本で最大の自由鍛造プレスを持っているのは日本製鋼所で、その容量は当時で1万トンであった）を持つ製造会社を長崎県が香焼町（現在の長崎市）に造成していた工業団地に設置するものであった。
一度は三菱グループ内での鋳鍛鋼の大型化を諦めた三菱重工業であったが、1967年に改めて三菱製鋼に船舶・原動機の大型化への対応を打診するに至り、三菱製鋼の取締役会で三菱重工業・三菱商事からの社外取締役の取りなしを経て、1967年4月に三菱商事内にⓂ（マルエム）委員会の事務局を設置して具体的な検討を始めた。この計画に基づいて、三菱製鋼は1967年8月に通産省に長崎製鋼所の5千トンプレスを1万2千トンプレスに代えることを説明して一旦は了解を得たものの、需要の見通しや強い批判により、最終的に通産省の行政指導により8千トン（のち1万5百トンに改造）プレスとすることになった。
一方、八幡製鐵は鋼のデパートと呼ばれるほどの製品群を抱えていたものの、工作本部が取り扱っていた鍛鋼品においては容量1500トンと小型の自由鍛造プレスしか所有しておらず事業としても小規模であった。また、実際に1969年5月に公正取引委員会から合併否認勧告で私的独占の禁止及び公正取引の確保に関する法律（独占禁止法）違反を指摘された範囲は限られたものの、1968年に発表した富士製鐵との合併を実現するためには事業を再構築する必要があった。こうした事情から、1969年3月に八幡製鐵と三菱グループの間で八幡の工作本部と三菱重工業の共同運用（労務対策から結局は実施に至らず）と、上流にあたるFCM計画について交渉を始め、1969年10月には大型鋳鍛鋼会社設立の協議に移行した。
この協議の結果、1970年4月1日に三菱製鋼40%、新日鐵40%、三菱重工業8%、三菱商事5%、三井物産5%、三菱電機2%、資本金10億円で日本鋳鍛鋼株式会社が設立され、直ちに96億円の予算で戸畑に大型鍛鋼工場、6月5日から芦屋町への社宅の建設を始めた。これらの設備は翌年にはほぼ完成して試験操業を始めたものの、事前に指摘された通りに需要を見誤り、また8千トンプレスを始めとする設備の稼働がうまく行かず、経験不足で多数の廃却を生じたことに加えて、ドルショック・オイルショックが直撃して、1973年には三菱製鋼ごと経営危機に陥り第一次合理化を実施した。
この第一次合理化は営業権を三菱製鋼と新日鐵工作本部から日本鋳鍛鋼に移管するとともに、1975年にかけて三菱製鋼長崎製鋼所の鋳鍛鋼事業を引き渡す、減増資を行い経営基盤を強化する内容であった。このようにして一旦は経営を持ち直したものの、需要不振により再び悪化したため、 改めて存廃を含めて株主間で協議した結果、1979年6月に累積損失の消去を目的に三菱重工業24.9%、三菱製鋼10.1%、三菱商事9%、三菱電機6%、三菱銀行3%、三菱信託銀行2%（三菱グループ合計55%）、新日鐵グループ45%､資本金80億円で第二会社を設立して8月に営業を開始した。
結果的に、三菱製鋼長崎製鋼所は三次にわたる合理化を通じて鋳鍛鋼事業を全面的に戸畑に移転する形となった。また圧延部門は閉鎖され敷地は売却された。1974年4月には長崎製鋼所は長崎製作所に改称され、残る産業機械部門と鉄構製缶部門は1975年1月に三菱長崎機工となり引き続き茂里町で操業を続けていたが、1985年10月に長崎市深堀町に移転し、三菱造船長崎製鋼所に始まる長崎製鋼所は消滅することとなった。
日本鋳鍛鋼は末期には、原子力発電用部材や火力発電用タービン軸といった超大型鍛鋼品の製造に注力しており、2005年度から2012年度にかけて500億円近い設備投資を行い、2010年には新社屋建設や13,000トンプレスを導入、400トン対応の旋盤を導入して2012年には650トン鋼塊（日本製鋼所M&E室蘭製作所の670トンに次ぐ）による大型タービン軸の製造を開始した。原子力分野においては、世界に6社ある原子力発電用圧力容器の部材を製造できるメーカー（他は日本製鋼所傘下の日本製鋼所M&E、仏フラマトム傘下のクルゾ・フォルジュ、露アトムエネルゴプロム傘下のアトムエネルゴマシ、中上海電気及び東方電気）の一つであった。
しかしながら、火力分野においては上記の設備投資に引き続き2015年から3年間で65億円の設備投資を始めた矢先の2015年12月にパリ協定が採択されるなど脱炭素の流れが加速し、原子力分野においても2011年の東日本大震災後の需要の減少に加えて、2016年にはフランスの原発向けの蒸気発生器の鏡板の頂部に硬く脆い偏析部が含まれる問題が発覚して止めを刺された（最終的には2017年1月に再稼働が認められたものの、鋼塊の鋼塊上部中心の最終凝固部とその上の押湯は炭素が濃化（偏析）することから、日本製鋼所のように下に凹になるように採取した上で押湯を切り捨てて製品に入らないようにするところ、逆に上に凸になるように採取した上に押湯の切り捨て量が不足していたために鏡板の頂部に偏析部が含まれることになった）。このようにして存在意義を失った結果、2019年3月期には2期連続の経常損失に加えて85億円の債務超過に陥り、「競争力を発揮できず中長期の業績も厳しい」として2019年5月15日の取締役会で2020年3月末をめどに自主廃業することを決議した。
最終的に2020年3月31日に自主廃業、2024年9月30日に清算が結了し法人格が消滅した。

## 沿革[1]
- 1970年 - 新日本製鐵グループ及び三菱グループ、三井物産の共同出資により日本鋳鍛鋼株式会社設立
- 1971年 - 操業開始
- 1979年 - ESHT-J技術開発、第二会社設立
- 1980年 - FM鍛造技術開発
- 1987年 - 500トン鋼塊製造開始
- 1993年 - 3,000トンプレス稼働 ISO9002の認証を取得
- 1996年 - 300トンCNC旋盤（自社開発）稼働
- 2001年 - ボロン添加車室製造開始
- 2002年 - ISO9001の認証を取得
- 2010年 - 3月新社屋竣工、10月5日 13,000トンプレス稼働[14]
- 2012年 - 650トン鋼塊製造開始[15]
- 2020年 - 3月31日 自主廃業[12]、清算開始
- 2022年 - 所在地を福岡県北九州市戸畑区中原新町2番1号に変更[13]
- 2024年 - 9月30日 清算結了により法人格が消滅[13]

## 設備
- 100トン電気炉
- 150トン取鍋精錬炉
- 145トンエレクトロスラグ精錬炉(ESR)
- 13,000トン油圧プレス（三菱長崎機工製、英シェフィールド・フォージマスターズ（英語版）へ売却[16]）
- 10,500トンプレス
- 3,000トンプレス